# Почуйко Адам Сергійович
Адам Сергійович Почуйко (14 жовтня 1931, тепер Республіка Білорусь) — український радянський діяч, голова колгоспу «Пам'ять Леніна» Бахчисарайського району Кримської області. Депутат Верховної Ради УРСР 11-го скликання (1985—1987 роки).

## Біографія
З 1948 року — слюсар Іжорського заводу імені Жданова у місті Колпіно Ленінградської області РРФСР.
Освіта вища. Закінчив Кримський сільськогосподарський інститут імені Калініна.
Член КПРС з 1960 року.
У 1962—1966 роках — зоотехнік колгоспу імені Карла Маркса Первомайського району, інспектор-організатор районного виробничого управління, головний зоотехнік колгоспу «Прапор комунізму» Красноперекопського району Кримської області.
З 1966 року — голова колгоспу «Пам'ять Леніна» села Тернівка Бахчисарайського району Кримської області.
Потім — на пенсії в селі Тернівка Севастопольської міської ради.

## Нагороди
- ордени
- медалі